# لوئیز پرت
لوئیز کلر پرت (زاده ۱۸ آوریل ۱۹۷۲) یک سیاستمدار استرالیایی است که از سال ۲۰۱۶ و قبلاً از سال ۲۰۰۸ تا ۲۰۱۴ سناتور استرالیای غربی بوده‌است. او عضو حزب کارگر است و از سال ۲۰۰۱ تا ۲۰۰۷ به عنوان عضو شورای قانونگذاری استرالیای غربی خدمت کرده‌است او جوانترین زنی بود که در زمان انتخابش به عضویت شورای قانونگذاری انتخاب شد و دومین لزبین آشکار بود که به پارلمان استرالیا راه یافت.
پرت در کالگورلی، استرالیای غربی به دنیا آمد. پدرش در دوون انگلستان به دنیا آمد و او یک شهروند بریتانیایی بود تا اینکه قبل از انتخابات ۲۰۰۷ از آن انصراف داد. پرت در حومه تپه‌های بیرونی پرث بزرگ شد، جایی که در دبیرستان ارشد شرقی هیلز تحصیل کرد. او در دانشگاه استرالیای غربی در رشته هنر تحصیل کرد و در آنجا درگیر سیاست دانشجویی شد.